# Mike Lynn
Michael Edward "Mike" Lynn (Covina, California; 25 de noviembre de 1945) es un exjugador de baloncesto estadounidense que disputó dos temporadas en la NBA y una más en la liga israelí. Con 2,01 metros de estatura, jugaba en la posición de alero.

## Trayectoria deportiva

### Universidad
Jugó durante tres temporadas con los Bruins de la Universidad de California en Los Ángeles, en las que promedió 11,3 puntos y 6,9 rebotes por partido. Fue suspendido durante una temporada completa tras ser arrestado por intentar comprar unos discos con una tarjeta de crédito que previamente había sido denunciada como perdida. En 1966 fue incluido en el mejor quinteto de la Pacific-8 Conference. Consiguió dos títulos de campeón de la NCAA, en 1965 y 1968.

### Profesional
Fue elegido en la trigésimo novena posición del Draft de la NBA de 1968 por Chicago Bulls, y también por los Anaheim Amigos en el Draft de la ABA, siendo traspasado por los primeros a Los Angeles Lakers a cambio de una futura tercera ronda del draft.
Jugó una temporada con los Lakers, llegando a disputar las Finales ante New York Knicks, en las que cayeron en el séptimo y definitivo partido. Lynn promedió a lo largo de la temporada 2,7 puntos y 1,5 rebotes por partido.
Al año siguiente fue incluido en el Draft de Expansión que se produjo por la llegada de nuevos equipos a la liga, siendo elegido por los Buffalo Braves, pero solo disputó 5 partidos antes de ser cortado. Jugó una temporada en el Hapoel Jerusalem de Israel antes de retirarse definitivamente.

## Estadísticas de su carrera en la NBA

### Temporada regular
| Temporada | Edad | Equipo             | Liga | P  | TIT | MIN | TC  | TCA | %TC  | 3P | 3PA | %3P | TL  | TLA | %TL   | R.OF. | R.DEF. | REB | ASIS | ROB | TAP | PER | FP  | PTS |
| 1969-70   | 24   | Los Angeles Lakers | NBA  | 44 |     | 9.2 | 1.0 | 3.0 | .331 |    |     |     | 0.7 | 1.1 | .646  |       |        | 1.5 | 0.7  |     |     |     | 2.0 | 2.7 |
| 1970-71   | 25   | Buffalo Braves     | NBA  | 5  |     | 5.0 | 0.4 | 1.4 | .286 |    |     |     | 0.6 | 0.6 | 1.000 |       |        | 0.8 | 0.2  |     |     |     | 1.8 | 1.4 |
| Total     |      |                    | NBA  | 49 |     | 8.7 | 0.9 | 2.9 | .329 |    |     |     | 0.7 | 1.0 | .667  |       |        | 1.4 | 0.6  |     |     |     | 2.0 | 2.6 |

### Playoffs
| Temp.   | Edad | Equipo             | Liga | P | MIN | TCA | TC | 3PA | 3P | TLA | TL | R.OF. | REB | ASIS | ROB | TAP | PER | FP | PTS | %TC  | %3P | %FT | MIN | PTS | REB | AST |
| 1969-70 | 24   | Los Angeles Lakers | NBA  | 3 | 6   | 2   | 3  |     |    | 0   | 0  |       | 2   | 1    |     |     |     | 1  | 4   | .667 |     |     | 2.0 | 1.3 | 0.7 | 0.3 |
| Total   |      |                    | NBA  | 3 | 6   | 2   | 3  |     |    | 0   | 0  |       | 2   | 1    |     |     |     | 1  | 4   | .667 |     |     | 2.0 | 1.3 | 0.7 | 0.3 |